# Sint-Catharinakerk (Holz)
De Sint-Catharinakerk is een kerkgebouw in de wijk Holz in Kerkrade in de Nederlandse provincie Limburg. De kerk staat aan het Pastoor Wijnenplein.
De kerk is gewijd aan Sint-Catharina.

## Geschiedenis
In 1927-1928 werd de kerk gebouwd naar het ontwerp van Anton Bartels.
In 1977-1978 werd de definitieve voorgevel gebouwd. Het oorspronkelijk geplande dubbeltorenfront werd niet gebouwd.

## Opbouw
De niet-georiënteerde kruiskerk ligt noord-zuid gepositioneerd met het altaar richting het noorden. Het gebouw is in neoromaanse stijl opgetrokken in kunradersteen en bestaat uit een driebeukig schip met twee traveeën in basilicale opstand, een transept en een koor met één travee en een gedeeltelijke kooromgang met apsis. De kerk heeft geen toren.